# ZTE Tania
De ZTE Tania is een smartphone van het Chinese bedrijf ZTE. Het toestel gebruikt het besturingssysteem Windows Phone 7.5. Het is de eerste telefoon van dit bedrijf dat gebruikmaakt van dit besturingssysteem. De tweede telefoon, de ZTE Orbit, werd uitgebracht op 18 januari 2012.
De ZTE Tania heeft een capacitief tft-scherm van 4,3 inch groot en een resolutie van 480 x 800 pixels, net zoals elke andere Windows Phone 7-telefoon. Het geheugen heeft een relatief lage capaciteit van 4 GB, dat niet uitgebreid kan worden. Verder beschikt de telefoon over een camera van 5 megapixels.